# 费塞勒
费塞勒（法語：Faycelles，法語發音：[fɛsɛl]）是法国洛特省的一个市镇，属于菲雅克区。

## 地理
费塞勒（44°33'56"N, 1°59'12"E）面积14.08 平方千米，位于法国奧克西塔尼大區洛特省，该省份为法国西南部内陆省份，北起顺时针与科雷兹省、康塔爾省、阿韦龙省、塔恩-加龙省、洛特-加龍省和多尔多涅省接壤。
与费塞勒接壤的市镇（或旧市镇、城区）包括：科斯和迪耶日、贝迪埃、卡普德纳克、菲雅克、弗龙特纳克、圣皮埃尔图瓦拉克。

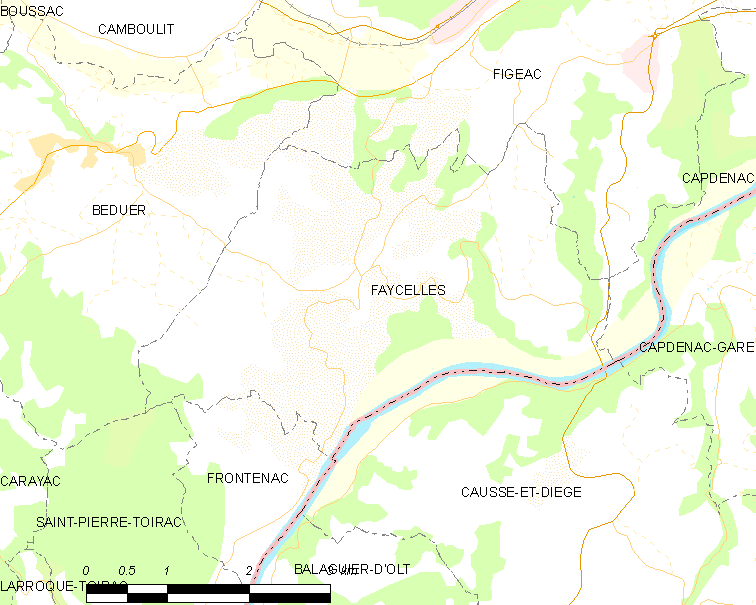
费塞勒的OSM定位图

费塞勒的时区为UTC+01:00、UTC+02:00（夏令时）。

## 行政
费塞勒的邮政编码为46100，INSEE市镇编码为46100。

## 政治
费塞勒所属的省级选区为菲雅克第一县。

## 人口

1962-2008年间费塞勒人口变化图示

费塞勒于2022年1月1日时的人口数量为722人。